# Red Hot Rangers
Pour plus de détails, voir Fiche technique et Distribution.
Red Hot Rangers est un film américain réalisé par Tex Avery, sorti en 1947. Il met en scène les personnages de Georges et Junior.

## Synopsis
Visite au parc de « Jello-Stone », jeu de mots (Jello : gélatine sucrée) avec le nom du parc national de Yellowstone au Wyoming (États-Unis) qu'il évoque. Les bas-côtés de la route qui le traverse débordent de panneaux interdisant de fumer. Cela n'empêche pas un automobilisme de jeter son mégot enflammé par sa fenêtre, qui fait naître une flammèche personnifiée sous la forme d'un gnome « feu follet ». Celui-ci se régale de panneaux de prévention dont il fait un sandwich. Il « mange » une pousse de sapin puis carbonise un sapin entier (comme une allumette géante). Taquin, il prévient lui-mêle la tour de guet de son forfait. 
Les gardiens de la tour sont les deux ours Georges (le petit) et Junior (le gros). Informés, ils se bousculent et foncent sur les lieux (très éloignés) avec leur camion de pompiers. Quand il faut raccorder le tuyau d'arrosage, Junior parcourt des kilomètres et monte jusqu'au sommet de la tour, et le branche... au robinet du lavabo. Il revient jusqu'à Georges, mais ayant oublié d'ouvrir le robinet, il fait un nouvel aller-retour pour ce faire. Sous la pression, le tuyau fouette l'air et secoue Georges qui ne fait pas le poids. Junior enroule prestement le tuyau mais Georges y est coincé. Junior voit la truffe qui dépasse et, intrigué, l'extirpe (avec Georges à la suite). Ce dernier le punit d'un coup de pied à l'arrière-train. Passe alors le feu follet. Georges presse son acolyte de raccorder la buse au tuyau d'arrosage. Junior s'exécute mais, distrait, il visse la buse dans le museau de Georges. Nouvelle punition infligée à Junior. Dans un autre effort conte le feu, Junior tire trop sur le tuyau et n'a plus que la buse en main. Georges lui fait remarquer que ça ne lui sert à rien, alors l'ours stupide tourne la manette et, contre toute attente, de l'eau éclabousse Georges. Mais le feu s'attaque à son postérieur. Junior lui donne un seau d'essence à la place d'eau. Georges y plonge son séant dedans... le seau explose. Comme son chapeau prend feu, Junior aggrave son cas en l'assommant avec une pelle pour éteindre la flamme. Nouveau coup de pied au fondement de Junior. Alors que le feu follet portant un canotier passe en dansant, Georges le plaque sous une cuvette. Georges demande à Junior de s'en saisir dès qu'il la soulèvera. Mais c'est un pétard allumé par le feu follet qu'il tend au museau de Georges. La truffe de ce dernier explose. Junior a la délicatesse de l'éteindre dans un cendrier avant de la replacer. Séance de fesses bottées. 
Le duo poursuit le feu follet à coups de pelle, jusque dans un arbre. Junior scie la branche pour faire tomber leur ennemi, mais ce sont eux qui tombent. Junior écrase Georges sous son derrière, en deux dimensions et collé façon décalcomanie. La flammèche passe en faisant de la corde à sauter. Junior lui envoie un jet d'eau qui la suit dans ses déplacements les plus complexes. La flammèche finit par l'absorber à l'aide d'une éponge. Elle va ensuite dans une cabane à dynamite où la rejoignent les ours. L'explosion éteint enfin la flammèche (elle va au ciel avec une harpe). On voit la forêt entièrement en cendres mais les ours ne sont pas moins fiers de leurs actions et Georges fait la leçon, tout en ramassant un mégot, le fumant puis le jetant. Junior le remarque et écrase le mégot encore allumé, puis fesse Georges en forme de punition pour sa négligence.

## Fiche technique
Source IMDb
- Titre original : Red Hot Rangers
- Réalisation : Tex Avery
- Scénario : Heck Allen (en)
- Musique : Scott Bradley
- Montage : Fred MacAlpin (non crédité)
- Production : Fred Quimby
- Société de production : Metro-Goldwyn-Mayer
- Distributeurs : 
  - États-Unis : Metro-Goldwyn-Mayer (MGM), 1947, au cinéma
  - Canada : Regal Films, 1947, au cinéma
  - États-Unis : MGM/UA Home Entertainment, 1992 (Laserdisc, vidéo) ; Warner Home Video, 2007 et 2009, sur DVD
- Pays d'origine : États-Unis
- Format : Couleurs (Technicolor) - 1,37:1 -  35 mm - son mono (Western Electric Sound System) - procédé cinématographique : sphérique
- Durée : 8 minutes
- Genre : court métrage de dessin animé comique
- Date de sortie : 
  - États-Unis : 3 mai 1947

### Animation
Animateurs :
- Ray Abrams
- Preston Blair
- Ed Love
- Walt Clinton (comme Walter Clinton)

Ne figurent pas au générique :
- Irven Spence (animation, dessin des personnage, disposition)
- John Didrik Johnsen (décors, disposition)

## Distribution
Voix originales : (non créditées)
- Tex Avery : Junior
- Dick Nelson : Georges

Voix françaises :

## Musiques
Aucune chanson ou musique n'est portée au générique
- Kamennoi-Ostrow, op. 10, n° 22

Par Anton Rubinstein.
- Frühlingslied (chanson du printemps)

Musique par Felix Mendelssohn. Brièvement jouée après que Georges s'est assis dans l'essence.
- London Bridge Is Falling Down

Musique traditionnelle. Jouée quand le feu passe par la corde à sauter.
- The Fountain in the Park (ou : While Strolling Through the Park One Day)

Musique par Ed Haley (en). Jouée quand la flamme passe avec un chapeau de paille.
- America the Beautiful

Musique par Samuel A. Ward (en). Jouée à la fin du cartoon.

## Autour du film
Le film est nommé de diverses façons en français : Les gardiens de la forêt, Les chevaliers du feu ou Pas de fumée sans feu.